# Marco Capparella
Marco Capparella (Roma, 28 marzo 1975) è un ex calciatore italiano, di ruolo centrocampista, allenatore della formazione Under-18 della Fiorentina.
In carriera ha collezionato diverse presenze in Serie A e 70 presenze e 13 reti in Serie B.

## Carriera

### Giocatore

#### Gli esordi
Ha iniziato l'attività in varie squadre minori romane (Bettini Quadraro, Libertas Centocelle, Pro Calcio Italia), per poi passare al Piacenza. Aggregato alla Primavera della formazione emiliana, occasionalmente è stato convocato con la prima squadra. Nell'estate 1994 ha giocato in Serie D nello Sparta Novara, dove si è fatto notare con 18 reti in 34 partite. Nel 1994-1995 è passato in Serie C2 nel Varese, dove in 2 stagioni ha siglato 7 reti in 62 partite.
Dal 1997 al 1999 ha giocato, sempre in Serie C2, al Sora. Con i laziali ha disputato 64 partite, mettendo a segno 18 reti.
Nella stagione 1999-2000 è salito in Serie A, nel Perugia, ma non è mai sceso in campo. Nel 2000-2001 è sceso in Serie C1, con Catania (14 partite e 1 rete) prima e Fidelis Andria (13 partite con 4 reti) poi.

#### I primi successi personali
Nel 2001-2002 è ritornato al Sora, questa volta in Serie C1, dove ha totalizzato 31 partite e 2 reti. Nel 2002-2003 ha iniziato la stagione nel Sora (20 partite e 6 reti) e l'ha conclusa nell'Avellino (13 partite e 4 reti), con cui ha ottenuto la promozione in Serie B. Nella stagione 2003-2004 ha esordito in Serie B con l'Avellino: pur retrocedendo in Serie C1, ha avuto la soddisfazione di siglare ben 11 reti. Nel 2004-2005 è passato all'Ascoli, sempre in Serie B (19 partite e 2 reti), mentre a gennaio è tornato in Serie C1, accettando l'offerta del Napoli.

#### L'esperienza napoletana
Nella sua prima stagione in maglia azzurra non è riuscito ad ottenere l'immediata promozione in Serie B a causa della sconfitta nella doppia finale playoff contro l'Avellino. In semifinale Capparella aveva realizzato due reti nelle due partite contro la Sambenedettese.
Nella stagione successiva il Napoli ottenne la promozione in Serie B vincendo il campionato; Capparella giocò 32 partite mettendo a segno 3 reti. Nel campionato 2006-2007, in Serie B, ha disputato 8 partite, complice un infortunio che lo tenne per molto tempo lontano dai campi di gioco.
Rimase a Napoli anche nella stagione 2007-2008, in Serie A, scendendo in campo solo due volte. Fece il suo esordio il 13 gennaio 2008 in Milan-Napoli 5-2, negli ultimi minuti della gara.
A giugno 2008, scaduto il contratto, si è svincolato dalla società.

#### Dopo il Napoli
Il 14 settembre 2008 firmò un triennale con la Juve Stabia. Nella sua prima stagione giocò 23 partite mettendo a segno 5 reti in campionato (oltre a due presenze e un gol nei playout), insufficienti per evitare la retrocessione in Serie C2. Nel gennaio 2010, dopo ulteriori 18 presenze e 6 reti con la maglia delle vespe, si trasferì al Pescina Valle del Giovenco, totalizzando 3 gol in 12 presenze, prima di ritrovarsi nuovamente svincolato a causa del fallimento della squadra.
Il 16 novembre 2010 fu ingaggiato dalla Casertana, squadra militante nel girone I di Serie D. Il 15 gennaio 2011, tuttavia, rescisse il contratto che lo legava alla società campana. Il 1º luglio 2011 firmò quindi per L'Aquila, con cui disputò il campionato di Lega Pro Seconda Divisione. L'anno successivo rimase in Abruzzo, passando al San Nicolò, squadra teramana militante in Serie D. Nel dicembre 2012 rescisse consensualmente il contratto, per accasarsi un mese dopo alla Torrese, squadra della frazione di Villa Torre di Castellalto, impegnata in Eccellenza abruzzese.
Nella stagione 2014-2015 giocò nel Martinsicuro, in Eccellenza, mentre l'anno successivo scese in Promozione con il Pontevomano, in cui ricoprì il doppio incarico di allenatore e giocatore, raggiungendo la semifinale dei playoff.
Conclusa questa stagione, si ritirò dal calcio giocato, aprendo successivamente una scuola calcio.

### Allenatore
Dopo aver guidato il Pontevomano, nel dicembre 2018 divenne l'allenatore del Castelnuovo Vomano, in Promozione, concludendo con un esonero l'esperienza in neroverde nel febbraio 2019.
Nella stagione 2020-2021 è entrato nello staff tecnico delle giovanili della Fiorentina, ricoprendo nel corso delle ultime stagioni il ruolo di allenatore dell'Under-15, dell'Under-16 e, dal 2023, dell'Under-17.

## Statistiche

### Statistiche da allenatore

#### Club
Statistiche aggiornate al 3 febbraio 2019.
| Stagione            | Squadra            | Campionato      | Campionato | Campionato | Campionato | Campionato | Coppe nazionali | Coppe nazionali | Coppe nazionali | Coppe nazionali | Coppe nazionali | Coppe continentali | Coppe continentali | Coppe continentali | Coppe continentali | Coppe continentali | Altre coppe | Altre coppe | Altre coppe | Altre coppe | Altre coppe | Totale | Totale | Totale | Totale | % Vittorie | Piazzamento |
| Stagione            | Squadra            | Comp            | G          | V          | N          | P          | Comp            | G               | V               | N               | P               | Comp               | G                  | V                  | N                  | P                  | Comp        | G           | V           | N           | P           | G      | V      | N      | P      | %          | Piazzamento |
| ------------------- | ------------------ | --------------- | ---------- | ---------- | ---------- | ---------- | --------------- | --------------- | --------------- | --------------- | --------------- | ------------------ | ------------------ | ------------------ | ------------------ | ------------------ | ----------- | ----------- | ----------- | ----------- | ----------- | ------ | ------ | ------ | ------ | ---------- | ----------- |
| 2015-2016           | Pontevomano        | Prom.           | 34+1       | 16         | 13         | 5+1        | CI-Prom.        | -               | -               | -               | -               | -                  | -                  | -                  | -                  | -                  | -           | -           | -           | -           | -           | 35     | 16     | 13     | 6      | 45,71      | 2º          |
| dic. 2018-feb. 2019 | Castelnuovo Vomano | Prom.           | 5          | 2          | 0          | 3          | CI-Prom.        | -               | -               | -               | -               | -                  | -                  | -                  | -                  | -                  | -           | -           | -           | -           | -           | 5      | 2      | 0      | 3      | 40,00      | Sub., Eson. |
| Totale carriera     | Totale carriera    | Totale carriera | 40         | 18         | 13         | 9          |                 | -               | -               | -               | -               |                    | -                  | -                  | -                  | -                  |             | -           | -           | -           | -           | 40     | 18     | 13     | 9      | 45,00      |             |

#### Giovanili
Statistiche aggiornate al 31 marzo 2025.
| Stagione        | Squadra         | Campionato      | Campionato | Campionato | Campionato | Campionato | Coppe nazionali | Coppe nazionali | Coppe nazionali | Coppe nazionali | Coppe nazionali | Coppe continentali | Coppe continentali | Coppe continentali | Coppe continentali | Coppe continentali | Altre coppe | Altre coppe | Altre coppe | Altre coppe | Altre coppe | Totale | Totale | Totale | Totale | % Vittorie | Piazzamento |
| Stagione        | Squadra         | Comp            | G          | V          | N          | P          | Comp            | G               | V               | N               | P               | Comp               | G                  | V                  | N                  | P                  | Comp        | G           | V           | N           | P           | G      | V      | N      | P      | %          | Piazzamento |
| --------------- | --------------- | --------------- | ---------- | ---------- | ---------- | ---------- | --------------- | --------------- | --------------- | --------------- | --------------- | ------------------ | ------------------ | ------------------ | ------------------ | ------------------ | ----------- | ----------- | ----------- | ----------- | ----------- | ------ | ------ | ------ | ------ | ---------- | ----------- |
| 2024-2025       | Fiorentina      | U18/A           | 26         | 6          | 9          | 11         | -               | -               | -               | -               | -               | -                  | -                  | -                  | -                  | -                  | TdV         | 7           | 6           | 0           | 1           | 33     | 12     | 9      | 12     | 36,36      |             |
| Totale carriera | Totale carriera | Totale carriera | 26         | 6          | 9          | 11         |                 | -               | -               | -               | -               |                    | -                  | -                  | -                  | -                  |             | 7           | 6           | 0           | 1           | 33     | 12     | 9      | 12     | 36,36      |             |

## Palmarès

### Club

#### Competizioni nazionali
- Serie C1: 1

Napoli: 2005-2006